# جلال برجس
جلال برجس الغليلات (3 يونيو 1970 -) شاعر وروائي أردني ولد في قرية حنينا في محافظة مادبا.

## حياته

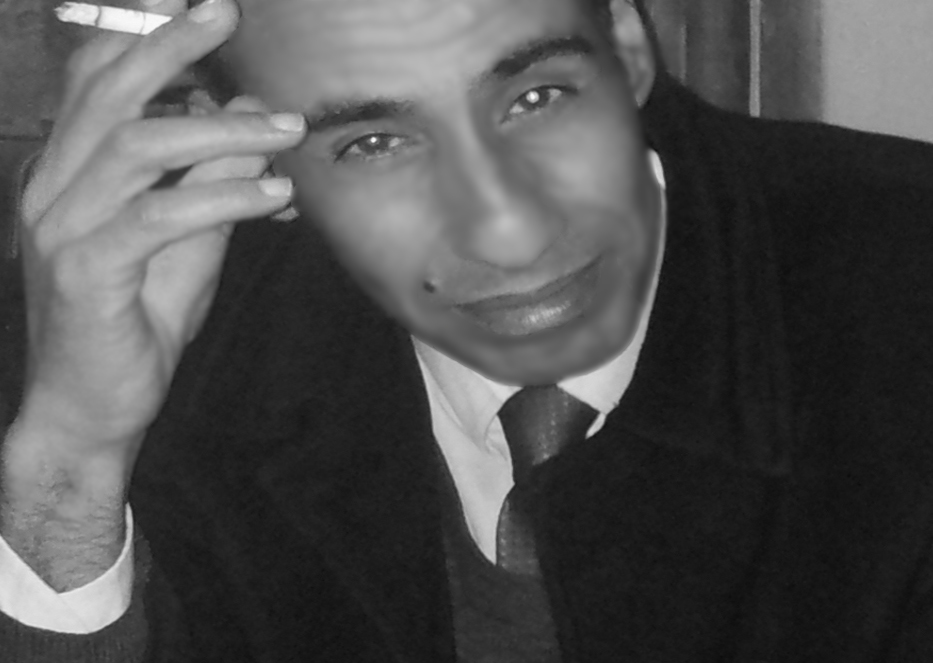
الكاتب جلال برجس، 12 يناير 2013.

تخرج من مدارس محافظة مادبا ثم درس هندسة الطيران الحربي وعمل في سلاح الجو الملكي الأردني حتى عام 2007، انتقل بعدها للعمل في الصحافة الأردنية كمحرر في صحيفة الأنباط، ومن ثم مراسلاً لصحيفة الدستور. وعضو هيئة تحرير عدد من المجلات الثقافية. عمل في أكثر من شركة للطيران المدني إلى أن عُيِّن في المركز الأردني للتصميم والتطوير.
بدأ بنشر نتاجه الأدبي في أواخر التسعينات في الدوريات والملاحق الثقافية الأردنية والعربية. إضافة إلى عضويته في الهيئة الإدارية لرابطة الكتاب الأردنيين، والهيئة العامة في اتحاد الكتاب العرب، واتحاد كتاب الإنترنت، وحركة شعراء العالم فهو يشغل موقع رئيس مختبر السرديات الأردني، ورئيس تحرير مجلة صوت الجيل، وأميناً سابقاً لسر رابطة الكتاب الأردنيين فرع مادبا، ورئيساً سابقاً لعدد من الملتقيات الأدبية، مثل ملتقى مادبا الثقافي، وملتقى أطفال مادبا الثقافي، اللذين أسسهما بمعية عدد من الأدباء والناشطين في العمل الثقافي، وترأس هيئتيهما لدورتين متتاليتين.
عمل مدير تحرير لعدد من المجلات الثقافية مثل مجلة مادبا، ومجلة الرواد. إضافة إلى ترأسه هيئة تحرير مجلة أمكنة الأردنية التي تهتم بأدبيات المكان، قبل توقف صدورها. يعد ويقدم برنامجًا إذاعيًا بعنوان (بيت الرواية) عبر أثير إذاعة مجمع اللغة العربية الأردني.
كتب الشعر، والقصة، والمقالات النقدية والأدبية، ونصوص المكان، والرواية. اهتم بالمكان الذي تطرق له عبر عين ثالثة تجاوزت التاريخ، والجغرافيا لصالح القيمة الجمالية عبر رؤية شعرية لما وراء المكان؛ إذ نشر كتابه (رذاذ على زجاج الذاكرة/حكايات مكانية) قبل أن يصدر، في ملحق الدستور الثقافي في حلقات متتابعة. كما أصدر في هذا المجال بالتعاون مع رواق البلقاء كتابه الذي ترجم لسبع لغات (شبابيك مادبا تحرس القدس) عبر تداخل ما بين عدد من اللوحات الفنية لفنانين أردنيين وعرباً.

## الجوائز
- جائزة كتارا للرواية العربية 2015، عن رواية (أفاعي النار/حكاية العاشق علي بن محمود القصاد)[2]

- القائمة الطويلة في الجائزة العالمية للرواية العربية 2019 (البوكر)، عن رواية سيدات الحواس الخمس[3]

- جائزة رفقة دودين للإبداع السردي 2014، عن رواية «مقصلة الحالم»[4]

- جائزة روكس بن زائد العزيزي للإبداع 2012، عن مجموعته القصصية «الزلزال»[5]

- الجائزة العالمية للرواية العربية (البوكر) 2021 عن رواية «دفاتر الوراق»[6]
- وسام الملك عبدالله الثاني ابن الحسين للتميز[7] من الدرجة الثانية 25-05-2023
- القائمة الطويلة لجائزة بانيبال للأدب العربي المترجم، عن ترجمة رواية دفاتر الوراق[8]
- القائمة القصيرة لجائزة الشيخ زايد للكتاب 2024عن السيرة الروائية نشيج الدودوك[9][10]

## الترجمة
الرواية
أفاعي النار: اللغة الفرنسية، اللغة الإنجليزية. اللغة الفارسية
دفاتر الوراق: اللغة الإنجليزية. دار النشر: Interlink. المترجم: paul starkey
2) اللغة: الفارسية. دار النشر/ مرواريد. المترجم: كريم أسدي أصل. اللغة

## الإصدارات
الشعر
- كأي غصن على شجر 2008.
- قمر بلا مَنازل 2011

أدب المكان
- رذاذ على زجاج الذاكرة 2011
- شبابيك تحرس القدس 2012

القصة
- الزلزال 2012

الرواية
- مقصلة الحالم
- أفاعي النار
- سيدات الحواس الخمس
- دفاتر الوراق
- نشيج الدودوك[14]
- معزوفة اليوم السابع[15]

## بحوث حول الروايات
- رسالة ماجستير بعنوان: جماليات المكان في تجربة جلال برجس الروائية. وائل الزغايبة. جامعة فيلادفيا.الأردن 2020م[16]
- رسالة ماجستير بعنوان (الأنا والآخر في “رواية سيدات الحواس الخمس” للروائي جلال برجس). حسين أبو حجيلة. جامعة فيلادلفيا. الأردن.2020م.[17]
- (بحث محكم) لميادة الصعيدي بعنوان (ذاكرة المكان في السرد المعاصر مقصلة الحالم لجلال برجس أنموذجا) مجلة التحبير الجزائر
- (بحث محكم) للدكتورة درية فرحات بعنوان (أشكال السرد في رواية سيدات الحواس الخمس) مجلة المنافذ الثقافية
- أنماط المكان في رواية «سيدات الحواس الخمس» لجلال برجس دراسة تحليلية/ جامعة آل البيت[18]

## مشاركات في لجان التحكيم
- عضو لجنة تحكيم إثراء المحتوى العربي[19] 2024
- عضو لجنة تحكيم جائزة غسان كنفاني للأدب/مؤسسة فلسطين الدولية2021[20]
- عضو لجنة تحكيم جائزة سواليف الأدبية[21]
- زمالة الإمارات لللآداب وصدِّيقي للكتّاب 2023 2024 2025[22]